# Пилипівська вулиця (Київ)
Пили́півська ву́лиця — вулиця в Шевченківському районі міста Києва, місцевість Лук'янівка. Пролягає від вулиці Миколи Пимоненка до Студентської вулиці.
Прилучається Пилипівський провулок.

## Історія
Вулиця виникла у XIX столітті як частина Дикого провулку (заходив у тупик). Інша назва — Філіпповська (у ряді документів Пилипівська) вулиця. У 1939 році набула назву Староспортивна вулиця, від розташованого поряд у XIX — на початку XX століття Спортивного поля. У 1938–1941 роках була частиною Студентської вулиці.
1971 року отримала назву вулиця Василя Дончука, на честь Героя Радянського Союзу В. І. Дончука.
Сучасна (відновлена історична) назва — з 2023 року.

## Забудова
На вулиці збереглося кілька старовинних будівель — № 3, 4, 5, 9. Будинок № 5 зведений наприкінці XIX століття, у 1925–1927 роках тут проживав художник В. Татлін.

## Зображення

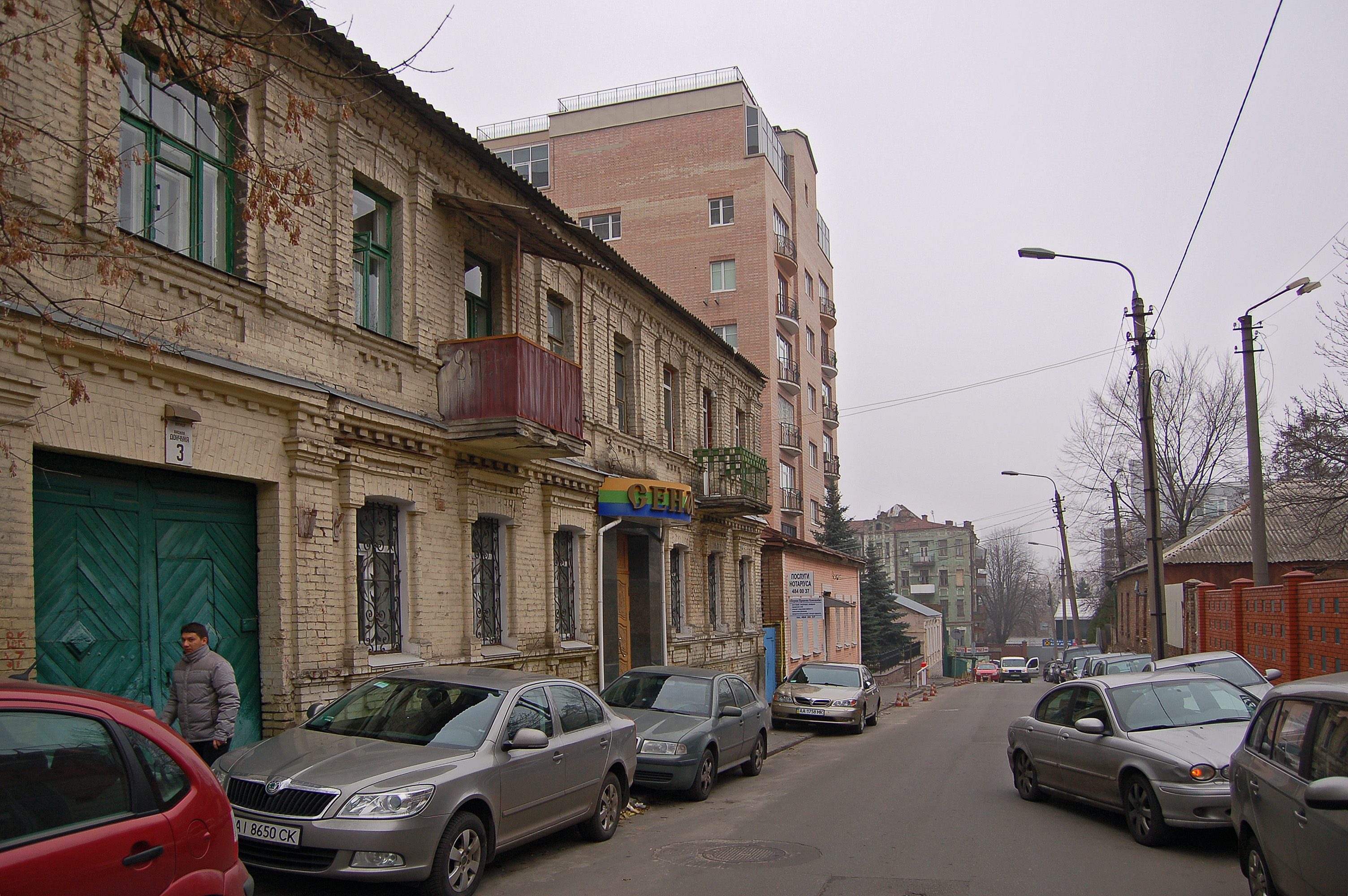
Початкова частина вулиці
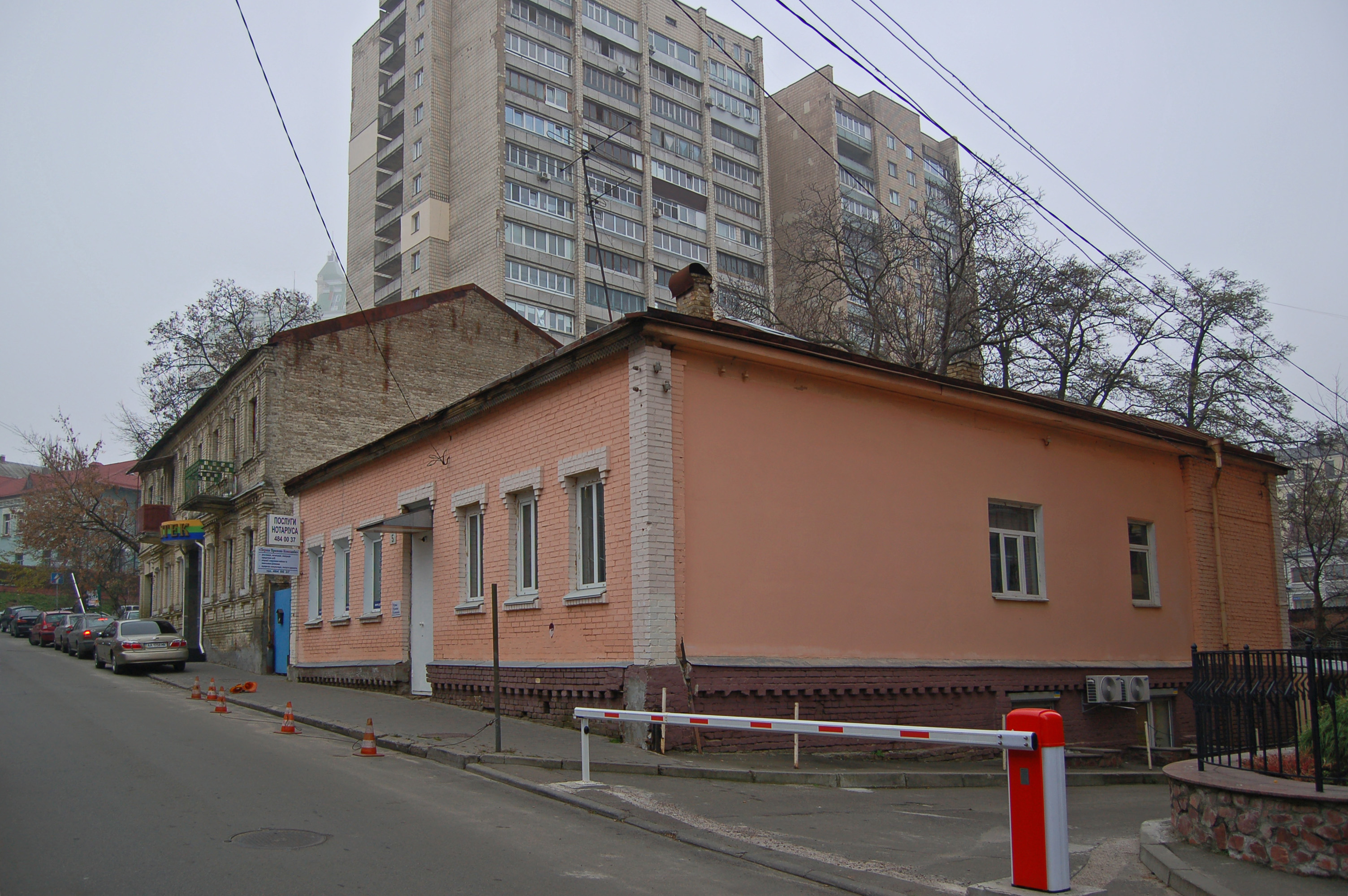
Будинок № 5